# Championnats du monde de ski nordique 1962

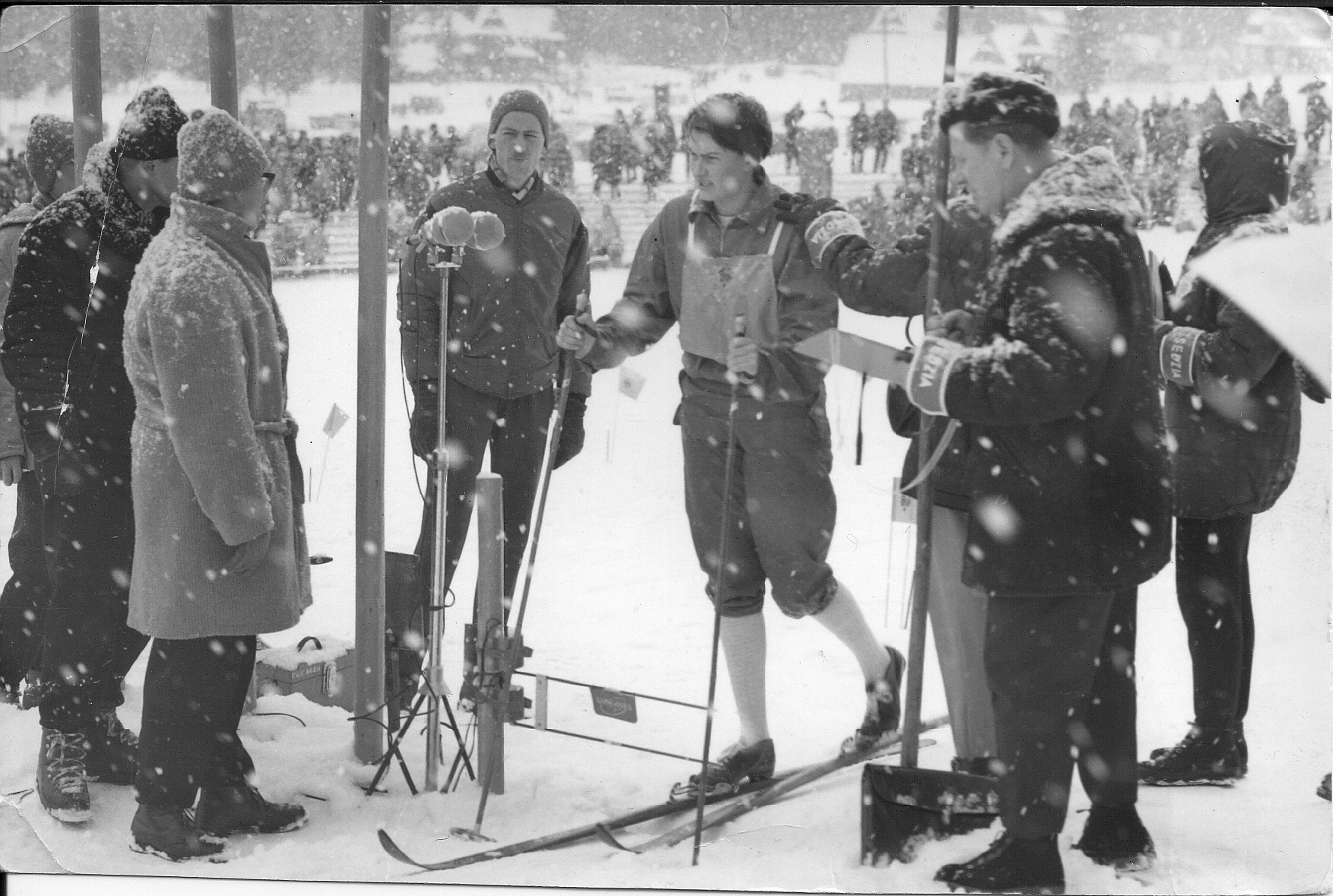
Éva Balázs au départ de la course de 10 km de ski de fond féminin lors des Championnats du monde de Zakopane, le 21 février 1962.

Championnats du monde de ski nordique. L'édition 1962 s'est déroulée à Zakopane (Pologne) du 18 février au 25 février.

## Palmarès

### Ski de fond

#### Hommes
| Épreuve                                     | Or                                                           | Argent                                                               | Bronze                                                                        |
| 20 février : Ski de fond 15 km H            | Assar Rönnlund                                               | Harald Grønningen                                                    | Einar Østby                                                                   |
| 18 février : Ski de fond 30 km H            | Eero Mäntyranta                                              | Janne Stefansson                                                     | Giulio de Florian                                                             |
| 24 février : Ski de fond 50 km H            | Sixten Jernberg                                              | Assar Rönnlund                                                       | Kalevi Hämäläinen                                                             |
| 22 février : Ski de fond Relais 4 × 10 km H | Suède Lars Olsson Sture Grahn Sixten Jernberg Assar Rönnlund | Finlande Väinö Huhtala Kalevi Laurila Pentti Pesonen Eero Mäntyranta | Union soviétique Ivan Utrobin Pavel Kolchin Aleksey Kuznetsov Gennady Vaganov |

#### Femmes
| Épreuve                                    | Or                                                                | Argent                                                    | Bronze                                             |
| 19 février : Ski de fond 5 km F            | Alevtina Kolchina                                                 | Ljubov Kozyreva                                           | Maria Gusakova                                     |
| 21 février : Ski de fond 10 km F           | Alevtina Kolchina                                                 | Maria Gusakova                                            | Radya Yeroshina                                    |
| 23 février : Ski de fond Relais 3 × 5 km F | Union soviétique Ljubov Kozyreva Maria Gusakova Alevtina Kolchina | Suède Barbro Martinsson Britt Strandberg Toini Gustafsson | Finlande Siiri Rantanen Eeva Ruoppa Mirja Lehtonen |

### Combiné nordique
| Épreuve                                                          | Or          | Argent         | Bronze             |
| 19 février 1962 - 20 février 1962 : Combiné nordique K90 / 15 km | Arne Larsen | Dmitry Kochkin | Ole Henrik Fagerås |

### Saut à ski
| Épreuve                     | Or               | Argent           | Bronze           |
| 21 février : Saut à ski K70 | Toralf Engan     | Antoni Laciak    | Helmut Recknagel |
| 25 février : Saut à ski K90 | Helmut Recknagel | Nikolaj Kamenski | Niilo Halonen    |

## Tableau des Médailles
| Place | Nation             | Médaille d'or | Médaille d'argent | Médaille de bronze | Total |
| ----- | ------------------ | ------------- | ----------------- | ------------------ | ----- |
| 1     | Union soviétique   | 3             | 4                 | 3                  | 10    |
| 2     | Suède              | 3             | 3                 | 0                  | 6     |
| 3     | Norvège            | 2             | 1                 | 2                  | 5     |
| 4     | Finlande           | 1             | 1                 | 3                  | 5     |
| 5     | Allemagne de l'Est | 1             | 0                 | 1                  | 2     |
| 6     | Pologne            | 0             | 1                 | 0                  | 1     |
| 7     | Italie             | 0             | 0                 | 1                  | 1     |